# Bolette Bramsen
Bolette Bramsen (født 20. maj 1946) er en dansk forfatter og journalist, der beskæftiger sig med kultur- og kunsthistoriske emner. Hun er datter af forfatter og forlagsdirektør Bo Bramsen.
Hun er udover et flittigt virke som kulturjournalist forfatter til en række nyere udgivelser om antikviteter, herunder porcelæn, og står tillige bag et illustreret to-binds værk om Strandvejen nord for København.
Hun er medlem af bestyrelsen for Arne V. Schleschs Fond.

## Forfatterskab
- Gyldendals Auktionsguide; Gyldendal, København: 2001
- Sesams Antikvitetsleksikon; Bogklubben, København: 2001
- Aschehougs Antikvitetsleksikon; Aschehoug, København: 2005
- Dahl-Jensen : en dansk porcelænsfabrik 1925-1985; Aschehoug, København: 2007
- (sammen med Claus M. Smidt): Strandvejen her og nu; 2 bind ; Politikens Forlag, København: 2009; ISBN 978-87-567-8818-2